# Riding with the King
Riding with the King es un álbum de estudio del músico británico Eric Clapton, publicado por la compañía discográfica Reprise Records en junio de 2000. El álbum supuso el primer trabajo colaborativo de Clapton con el bluesman BB King y ganó el premio Grammy en la categoría de mejor álbum de blues tradicional. Riding with the King obtuvo en general buenas reseñas de la prensa musical y consiguió un notable éxito comercial al alcanzar el primer puesto en la lista estadounidense de álbumes de blues y el tres en la lista genérica Billboard 200. Fue también certificado doble disco de platino por la Recording Industry Association of America (RIAA) al superar los dos millones de copias vendidas en el país.

## Trasfondo
Riding with the King fue el primer trabajo colaborativo completo de Eric Clapton y B.B. King, a pesar de que ambos coincidieron en repetidas ocasiones encima de un escenario. La primera vez que tocaron juntos fue en el Cafe Au Go Go de Nueva York en 1967, cuando Clapton tenía 22 años y era miembro de Cream. Sin embargo, no trabajaron juntos en un estudio hasta 1997, cuando King colaboró con Clapton en el tema "Rock Me Baby" para su álbum de dúos Deuces Wild. Clapton, gran admirador de la música blues, siempre había querido grabar un álbum con King, hasta que un día se lo propuso y comenzaron a discutir el proyecto. Según King: "Admiro al hombre. Pienso que es el número uno en el rock and roll como guitarrista y número uno como buena persona". En el momento de su grabación, Clapton tenía 55 años y King 74.
Clapton comenzó las sesiones de grabación de Riding with the King usando a su habitual grupo de músicos. Además, escogió las canciones y coprodujo el álbum con Simon Climie, quien había trabajado anteriormente en otros discos de Clapton. Sin embargo, Clapton otorgó a King el protagonismo del álbum como vocalista principal en la mayoría de las canciones.

## Contenido

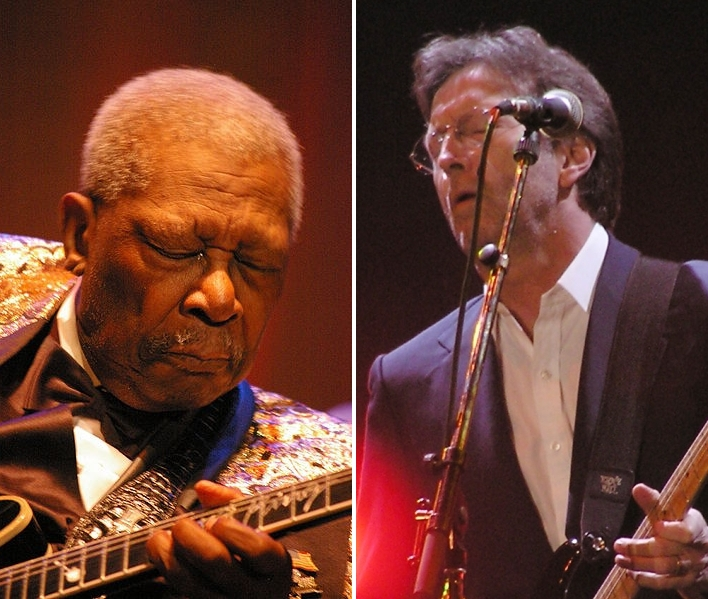
B.B. King y Eric Clapton.

Riding with the King incluyó cinco canciones antiguas de King de la década de 1950: "Ten Long Years", "Three O'Clock Blues", "Help the Poor", "Days of Old" y "When My Heart Beats Like a Hammer". Otros temas clásicos interpretados en el álbum fueron la canción de Big Bill Broonzy "Key to the Highway" (versionada por Clapton junto a Derek and the Dominos en la década de 1970); "Worried Life Blues", un tema del pianista Big Maceo Merriweather; "Hold On, I'm Comin', grabada originalmente por Sam & Dave en 1966; y "Come Rain or Come Shine", una composición del musical St. Louis Woman de 1946. El tema que da título al álbum, "Riding with the King", es una composición de John Hiatt que surgió cuando el productor Scott Mathews relató al músico un sueño abstracto que tuvo sobre un vuelo en un avión con Elvis Presley. El 26 de junio de 2020 se publicó la edición conmemorativa del vigésimo aniversario del álbum, que incluye dos pistas nunca antes publicadas, "Rollin’ and Tumblin'" y una versión de "Let Me Love You Baby", original de Willie Dixon.

## Recepción
William Ruhlmann de AllMusic notó que Riding with the King es más sobre BB King que sobre Eric Clapton, y que el papel del segundo es más bien de "apoyo" al primero. También notó que, además de las guitarras de King y de Clapton, hay a menudo dos o tres guitarristas adicionales en cada canción. Ruhlmann comentó que el resultado es "efectivo pero nunca realmente impresionante". Por otra parte, Dan Moos de PopMatters describió el álbum como "un fuerte cóctel de blues con una parte de la desenvoltura de Clapton mezclada con tres partes de la talla de Mr. King", mientras que Steve Futterman de Entertainment Weekly definió la colaboración entre "padre e hijo" como "triunfal". En su crítica para Cosmopolis, Louis Gerber comentó que Riding with the King "va directo al corazón y al alma" y es "un álbum sensacional y estimulante, el mejor en el género de la música popular desde el lanzamiento de Supernatural de Santana".
Dave Ferman de The Spokesman-Review escribió que, aunque el álbum es "una gran idea bien ejecutada, no es tan bueno como debería ser". Ferman se quejó de que, en su opinión, Clapton nunca ha sido un buen vocalista de blues, de que los teclados de Joe Sample estaban muy prominentes en la mezcla y de que el CD sonaba "demasiado inmaculada, antiséptico y clínico para un álbum de blues". Por otra parte, Nicole Bode escribió en Columbia Daily Spectator que en el álbum, King lleva a Clapton "más profundamente en el territorio del blues de lo que nunca estuvo antes". Además, comentó que la presencia de King extrae un lado "crudo" de la voz de Clapton que sorprenderá a la mayoría de los seguidores de Clapton. Bode fue particularmente cortés con la canción "Come Rain or Come Shine", en la cual King usa, según la periodista, "un vibrato tan tierno que casi rompe el corazón".
A nivel comercial, Riding with the King alcanzó el primer puesto en la lista Top Blues Albums en 2000, así como la tercera posición en la lista genérica Billboard 200. Además, fue certificado como doble disco de platino por la Recording Industry Association of America (RIAA) al superar los dos millones de copias vendidas en el país. También ganó el premio Grammy en la categoría de mejor álbum de blues tradicional.

## Lista de canciones
| N.º | Título                              | Escritor(es)                                    | Duración |  |
| 1.  | «Riding with the King»              | John Hiatt                                      | 4:23     |  |
| 2.  | «Ten Long Years»                    | Jules Taub, B.B. King                           | 4:40     |  |
| 3.  | «Key to the Highway»                | Big Bill Broonzy, Charlie Segar                 | 3:39     |  |
| 4.  | «Marry You»                         | Doyle Bramhall II, Susannah Melvoin, Craig Ross | 5:00     |  |
| 5.  | «Three O'Clock Blues»               | Lowell Fulson, B.B. King, Jules Taub            | 8:36     |  |
| 6.  | «Help the Poor»                     | Charles Singleton                               | 5:06     |  |
| 7.  | «I Wanna Be»                        | Doyle Bramhall II, Charlie Sexton               | 4:45     |  |
| 8.  | «Worried Life Blues»                | Sam Hopkins, Big Maceo Merriweather             | 4:25     |  |
| 9.  | «Days of Old»                       | Jules Taub, B.B. King                           | 3:00     |  |
| 10. | «When My Heart Beats Like a Hammer» | B.B. King, Jules Taub                           | 7:09     |  |
| 11. | «Hold On, I'm A Comin'»             | Isaac Hayes, David Porter                       | 6:20     |  |
| 12. | «Come Rain or Come Shine»           | Harold Arlen, Johnny Mercer                     | 4:11     |  |

## Personal
Músicos
| - B.B. King – guitarra y voz. - Eric Clapton – guitarra y voz (temas 1, 3–9, 11, 12) - Doyle Bramhall II – guitarra (temas 1, 2, 4, 6, 7, 9–12), coros (temas 4, 7). - Andy Fairweather Low – guitarra (temas 1, 2, 4, 6, 7, 9–12). - Jimmie Vaughan – guitarra (tema 6). - Joe Sample – piano (1, 5, 6, 9, 10, 11), piano eléctrico Wurlitzer (temas 1, 2, 11). | - Tim Carmon – órgano (temas 1-7, 9–12). - Nathan East – bajo. - Steve Gadd – batería. - Arif Mardin - orquestación. - Susannah Melvoin – coros (temas 1, 4, 7, 9, 11, 12). - Wendy Melvoin – coros (temas 1, 4, 7, 9, 11, 12). - Paul Waller – programación. |

Equipo técnico
| - Alan Douglas – ingeniero de sonido y mezclas (temas 2, 3, 5, 8–11). - Tom Sweeney – ingeniero asistente. - Mick Guzauski – mezclas (temas 1, 4, 6, 7, 12). - Eric Clapton – productor. - Simon Climie – productor. | - Robert Sebree – fotografía. - Don Paulsen – fotografía. - Wherefore Art? – diseño de portada. - Stephen Walker – dirección artística. |

## Posición en listas
| Lista (2000)                        | Posición |
| ----------------------------------- | -------- |
| Alemania (Media Control Charts)     | 2        |
| Australia (ARIA)                    | 5        |
| Australia (ARIA Jazz/Blues Albums)  | 1        |
| Austria (Ö3 Austria)                | 3        |
| Bélgica (Ultratop flamenca)         | 26       |
| Bélgica (Ultratop valona)           | 17       |
| Canadá (RPM Top Albums/CDs)         | 4        |
| Croacia (IFPI)                      | 20       |
| Dinamarca (Hitlisten)               | 2        |
| Estados Unidos (Billboard 200)      | 3        |
| Estados Unidos (Top Blues Albums)   | 1        |
| Estados Unidos (Top Catalog Albums) | 41       |
| US Top Internet Albums (Billboard)  | 1        |
| España (AFYVE)                      | 10       |
| Europa (IFPI)                       | 6        |
| Finlandia (Suomen Virallinen Lista) | 11       |
| Francia (SNEP)                      | 11       |
| Hungría (MAHASZ)                    | 18       |
| Italia (FIMI)                       | 4        |
| Japón (Oricon)                      | 4        |
| Nueva Zelanda (Recorded Music NZ)   | 2        |
| Noruega (VG-lista)                  | 1        |
| Países Bajos (Album Top 100)        | 6        |
| Reino Unido (UK Albums Chart)       | 15       |
| Suecia (Sverigetopplistan)          | 8        |
| Suiza (Schweizer Hitparade)         | 3        |